# 건조장
건조장(乾燥葬)은 시체를 건조시켜 치르는 장례이다.

## 건조장의 종류
- 화장(火葬)
- 풍장(風葬)
- 동굴장

## 같이 보기
- 습장